# Wespe (Schiff, 1877)
Die Wespe war das Typschiff der nach ihr benannten Klasse von insgesamt elf Panzerkanonenbooten der Kaiserlichen Marine, die für die Verteidigung der deutschen Nord- und Ostseeküste konstruiert wurde.

## Bau und Dienstzeit
Die Wespe wurde wie ihre Schwesterschiffe auch von der Bremer Werft AG Weser gebaut. Die Arbeiten am Schiff begannen im Mai 1875. Die vorgesehene Verwendung einer Panzerung aus deutscher Produktion war bei ihr noch nicht möglich, da die mit der Herstellung beauftragte Dillinger Hütte die erforderliche Qualität der Panzerplatten noch nicht gewährleisten konnte. So musste auf Material aus britischer Fabrikation zurückgegriffen werden, wobei sich die Lieferung als sehr umständlich erwies. Der Stapellauf des Schiffs konnte am 6. Juli 1876 erfolgen.
Nachdem das Schiff fertiggestellt war, wurde es von Bremen nach Wilhelmshaven zum Einbau des Geschützes verlegt. Dort erfolgte am 26. November 1876 die erste Indienststellung zu Erprobungsfahrten, die am 9. Februar 1877 dauerten. Vom 24. März bis zum 9. April selben Jahres wurde das Geschütz auf Schillig-Reede erprobt. Erst am 20. September 1880 wurde die Wespe für den aktiven Dienst herangezogen. Bis Mitte Oktober führte sie gemeinsam mit ihrem Schwesterschiff Crocodill Übungen durch. Ein Jahr später, vom 20. September bis zum 17. Oktober 1881, wurde sie zu Ausbildungszwecken genutzt.
1882 wurde in Erwägung gezogen, einige Schiffe der Wespe-Klasse aufgrund des britisch-ägyptischen Konflikts ins Mittelmeer zu entsenden, jedoch erübrigte sich diese Überlegung aufgrund der Entwicklung in Ägypten. So erfolgte der nächste Einsatz der Wespe erst vom 28. August bis zum 14. September 1885, als Übungen gemeinsam mit Viper, Salamander und Mücke auf der Jade stattfanden. Anschließend gehörte Wespe als außer Dienst befindliches Beischiff zur Reserve-Division der Nordsee.
1892 bis 1894 wurde das Schiff umgebaut. Neben einem gepanzerten Kommandoturm kamen die vier leichten Geschütze an Bord, nachdem bereits 1883 zwei Torpedorohre nachgerüstet wurden. Ein weiterer Einsatz der Wespe erfolgte jedoch nicht.

## Verbleib
Bis 1910 lag die Wespe vor der Kaiserlichen Werft Wilhelmshaven. Bereits im Vorjahr aus der Liste der Kriegsschiffe gestrichen, wurde sie schließlich für 52.000 Mark nach Düsseldorf verkauft. Dort wurde der Rumpf des Schiffes als Prahm genutzt.

## Kommandanten
| 26. November 1876 bis 9. Februar 1877 | unbekannt                     |
| 24. März bis 9. April 1877            | unbekannt                     |
| 20. September bis 15. Oktober 1880    | Kapitänleutnant Fritz Rötger  |
| 20. September bis 17. Oktober 1881    | Kapitänleutnant Max von Raven |
| 20. August bis 14. September 1885     | unbekannt                     |